# Степурино (Старицкий район)
Степу́рино — село в Старицком районе Тверской области России. Административный центр Степуринского сельского поселения, образованного в 2005 году.

## География

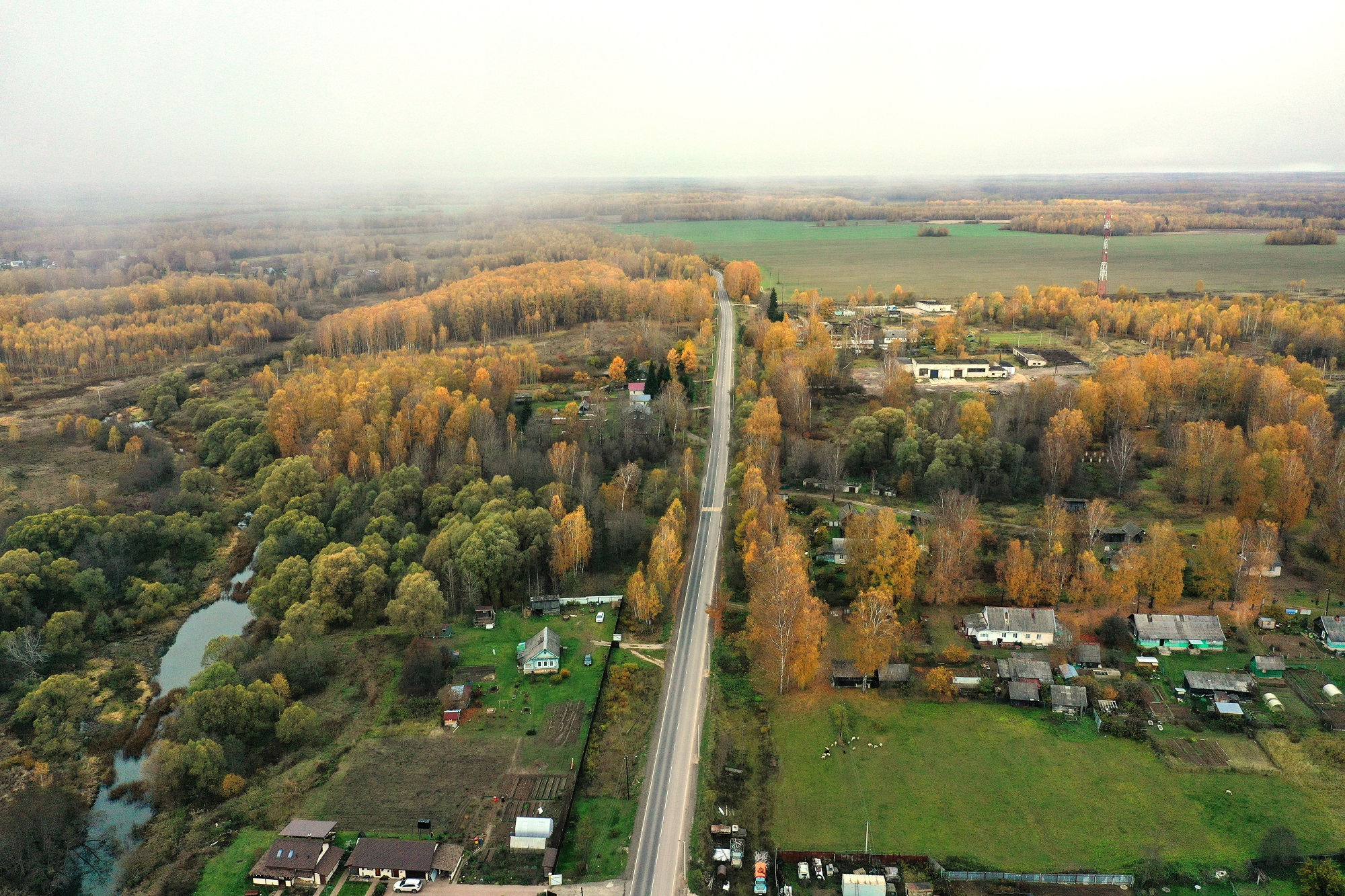
Вид с воздуха на деревню

Расположена в 23 километрах к юго-востоку от районного центра Старицы, на автодороге «Старица — Степурино — Гурьево». Через деревню протекает река Жидоховка, приток реки Шоши.

## История
Первое упоминание о Степурине найдено в «Дозорной книге 1551—1554 гг.», селение принадлежало боярину Т. В. Борисову. Уже в то время в селе существовала церковь Флора и Лавра.
В XIX веке село Степурино относилось к Ушаковской волости Зубцовского уезда Тверской губернии. В 1859 году в казённом селе Степурино — 53 двора, 402 жителя, в 1888 году — 85 дворов, 518 жителей, ярмарка, еженедельные базары. Село в это время крупный центр торговли сельхозпродуктами и ремесленными изделиями, место оптовых закупок льноволокна и льняного семени. В начале XX века в Степурино имелись телефон, телеграф, аптека, колбасная, булочная, красильня, разные мастерские, свыше 10 торговых лавок, трактир и несколько чайных; земское училище (основано в 1864), народная библиотека и ветлечебница. Были развиты ремесла: гончарное, шорное, плетение из ивовых прутьев.
По переписи 1920 года в Степурино — 123 двора, 712 жителей.
С 1918 года Степурино центр волости Зубцовского уезда, с 1924 года — Ржевского уезда Тверской губернии. После ликвидации губерний в 1929 году была образована Западная область с центром в городе Смоленске. В её состав вошел вновь образованный Степуринский район. С 1.10.1929 по 20.09.1930 село было райцентром. После упразднения района Степурино входит в Старицкий район.
Во время Великой Отечественной войны Степурино было захвачено немцами в октябре 1941 года, освобождено под новый 1942 год. Во время Ржевской битвы село было ближайшим тылом до 1943 года, здесь находится братская могила воинов, павших за Родину.
В Советское время в Степурино построены льнозавод и молокозавод.

## Население
| 1859 | 1888 | 1897 | 1920 | 1997 | 2002 | 2010 |
| ---- | ---- | ---- | ---- | ---- | ---- | ---- |
| 402  | ↗518 | ↗541 | ↗712 | ↘526 | ↘472 | ↗477 |

Национальный состав
Согласно результатам переписи 2002 года, в национальной структуре населения русские составляли 92 % от жителей.

## Инфраструктура
В современной деревне (бывшем селе) — администрация сельского поселения, центральная усадьба колхоза «Правда», участковая больница, ветлечебница, аптека, средняя школа, детский сад, интернат, дом народного творчества, библиотека, отделение связи, АТС, столовая, магазины.

## Достопримечательности
Сохранился ансамбль церкви Флора и Лавра (1835), колокольня с трапезной (1766—1780, 1904), часовня и сторожка (2-я половина XIX века).